# Søren Ludvig Tuxen (1850-1919)
 For alternative betydninger, se S.L. Tuxen.
Søren Ludvig Tuxen (født 29. maj 1850 i København, død 9. maj 1919 i København) var klassisk filolog, undervisningsinspektør, professor, dr.phil., Ridder af Dannebrog. Han var far til Poul Tuxen.
S.L. Tuxen blev født Store Kongensgae 51 i Holmens Sogn som søn af kommandør Georg Emil Tuxen (1814-1885), og han blev student fra Østre Borgerdydskole i 1868 og cand.philol. i klassisk filologi i 1875.
1880-1888 var Tuxen forstander ved N. Zahles Skole og 1888-1894 af Femmers Kvindeseminarium. Han var medbestyrer for Borgerdydskolen fra 1891 og enebestyrer 1896-1906. Han var undervisningsinspektør for De fuldstændige højere almenskoler 1906-1918.
I 1896 blev Tuxen tildelt doktorgraden på en afhandling om kejser Tiberius og i 1898 Videnskabernes Selskabs guldmedalje for Karaktertegning i den græske Tragedie.
Han var formand i Pædagogisk Selskab 1890-1900 og i en årrække leder af kursus i praktisk undervisningsfærdighed for lærere og lærerinder ved statens højere almenskoler. Han var medlem af folkeuniversitetsforeningens bestyrelse 1910-11. Han boede Sortedams Dossering 63 B, Kbh. Ø.

## Udgivelser
- Om Maal og Midler for den højere Dannelse. 1884
- Allegorien i den græske Religion. En psykologisk-historisk Undersøgelse. 1889
- Lærerindeuddannelsen i Danmark. 1890
- Kejser Tiberius. En kildekritisk Undersøgelse. 1896 (disputats)
- Karaktertegning i den græske Tragedie. 1900 (prisopgave)
- Den moderne Homerkritik. 1901
- Gymnasieundervisningen. Erfaringer og Iagttagelser. 1912
- Beretning om Undervisningen i Gymnasieskolerne. 1914